# Décembre, mois des enfants
Pour plus de détails, voir Fiche technique et Distribution.

Décembre, mois des enfants est un documentaire belge, néerlandais et luxembourgeois réalisé par Henri Storck en 1956.

## Fiche technique
- Réalisation : Henri Storck et, pour la version anglaise, Winifred Holmes
- Assistant-réalisateur : Louis Boogaerts
- Scénario : Henri Storck, d'après une idée de Georges Franju et René Barjavel
- Images : André Bac et, pour la version anglaise, Reginald Cavender
- Musique : Jurriaan Andriessen